# Бернады
Бернады (бел. Бернады) — деревня, с 1 июня 2007 года в составе города Брест, ранее в Брестском районе Брестской области Республики Беларусь. Одноимённая железнодорожная станция.

## История
Деревня была полностью сожжена немецкими войсками в конце 1943 года.
В 1944 —2007 годах входила в состав Гершонского сельсовета.